# Фрата (Форли-Чезена)
Фрата (итал. Fratta) је насеље у Италији у округу Форли-Чезена, региону Емилија-Ромања.
Према процени из 2011. у насељу је живело 12 становника. Насеље се налази на надморској висини од 74 м.